# Valerie Adams
Valerie Kasanita Adams (ismert még mint Valerie Vili; Rotorua, 1984. október 6. –) kétszeres olimpiai és négyszeres világbajnok új-zélandi atléta, súlylökő. 21,24 méteres eredményével az óceániai, egyben az új-zélandi rekord birtokosa.

## Pályafutása
Első jelentős nemzetközi sikerét a 2001-es debreceni ifjúsági világbajnokságon elért aranyérmével szerezte. 2002-ben már a junior világbajnokságon győzött, és második lett a nemzetközösségi játékokon, majd 2003-ban ötödik lett első felnőtt világbajnokságán.
2004-ben vett részt első alkalommal az olimpiai játékokon. Athénban a negyedik legjobb dobással jutott döntőbe, ahol 18,56-dal nyolcadikként zárt.
A következő évben harmadik lett a helsinki világbajnokságon, amely pályafutása első felnőtt nemzetközi érme volt. 2006-ban 19,66-os lökéssel győzött a nemzetközösségi játékokon; eredménye a verseny húszéves rekordját döntötte meg. Az oszakai világbajnokságon magasan a legjobb dobással jutott be a döntőbe, ahol 20,54-dal nyerte a számot a címvédő fehérorosz Nadzeja Asztapcsuk és a német Nadine Kleinert előtt. Ezzel egyike lett azon kevés atlétáknak, akik ifjúsági, junior valamint felnőtt szinten is világbajnoki címet nyertek.
2008-ban új óceániai, egyben nemzeti rekorddal nyert a valenciai fedett pályás világbajnokságon. A pekingi olimpiára mint a főesélyesek egyike érkezett. Már a kvalifikációs körön elsőként jutott túl, a döntőben pedig 20,56-os eredményét senki sem teljesítette túl, így John Walker 1500 méteren elért 1976-os sikere után Új-Zéland első atlétikai olimpiai aranyát szerezte.
2009-ben a világbajnokságon, 2010-ben pedig a nemzetközösségi játékokon védte meg címét.
A 2011-es tegui világbajnokságon 21,24-es új egyéni és kontinensrekorddal nyerte meg harmadik világbajnoki aranyát.
2014 szeptemberében váll- és könyökműtétet hajtottak végre rajta. 2015 júliusában megszakadt az 56 verseny óta tartó veretlenségi sorozata. 2015 augusztusában térdműtétje volt. Emiatt nem indult a 2015-ös atlétikai világbajnokságon sem.
2022 márciusában bejelentette a visszavonulását.

## Egyéni legjobbjai
- Súlylökés (szabadtér) - 21,24 m (2011)
- Súlylökés (fedett) - 20,98 m (2013)
- Diszkoszvetés - 58,12 m (2004)
- Kalapácsvetés - 58,32 m (2002)

## Magánélete
Rotorua városában született, tongai anyától és angol apától. Valerie elvált, exférje Bertrand Vili francia diszkoszvető, akivel 2010-ig éltek együtt.